# Гзино
Гзино — село в Некрасовском районе Ярославской области России. 
В рамках организации местного самоуправления входит в сельское поселение Бурмакино, в рамках административно-территориального устройства относится к Никольскому сельскому округу.

## География
Расположено в 16 км на северо-восток от центра поселения посёлка Бурмакино и в 29 км на юг от райцентра посёлка Некрасовское.

## История
В XVII веке по административно-территориальному делению село входило в состав Костромского уезда в Нерехотский стан. В 1627-1631 годах «за Федором Федоровым сыном Толстова старое его поместье полсела Кзина, а другая половина за ним же, что была за его братом родным за Воином Федоровым, а в селе церковь Сергия чуд. ветха стоит без пения, а на церковной земле место дворовое поповское, да в селе двор помещика...». В 1672 году «по окладу старому Воздвиженскаго монастыря архимандрита Павла прибыла вновь церковь чудотворца Сергия Радонежскаго в поместье Никифора Толстова в селе Кзине». Каменная Богородицкая церковь с колокольней построена в 1773 году на средства Марии и Евдокии Телепневых. Церковь была обнесена каменной оградой, внутри которой приходское кладбище. Престолов было два: в честь Смоленской иконы Божией Матери и в честь прп. Сергия Радонежского.
В конце XIX — начале XX века село входило в состав Ковалевской волости Нерехтского уезда Костромской губернии, с 1918 года — Иваново-Вознесенской губернии.
С 1929 года село входило в состав Никольского сельсовета Нерехтского района, с 1944 года — в составе Бурмакинского района, с 1959 года — в составе Некрасовского района, с 2005 года — в составе сельского поселения Бурмакино.

## Население
| 1872 | 1897 | 1907 | 2002 | 2007 | 2010 |
| ---- | ---- | ---- | ---- | ---- | ---- |
| 94   | ↗128 | ↗133 | ↘3   | ↘0   | →0   |

## Достопримечательности
В селе расположена действующая Церковь Смоленской иконы Божией Матери (1773).